# Batalla de Carpi
La batalla de Carpi fue el primer combate librado durante la Guerra de Sucesión Española, en la localidad italiana de Carpi d'Adige (provincia de Verona), entre las tropas francesas del Mariscal Nicolas Catinat (25.000 hombres) y las austriacas al mando del príncipe Eugenio de Saboya (30.000 hombres), el día 9 de julio de 1701.

## Preludio
En Italia, el emperador tomó la iniciativa, y un ejército austriaco al mando del príncipe Eugenio de Saboya intentó tomar las posesiones españolas en la península italiana, establecidas en el Tirol a principios de verano, mientras que el ejército enemigo (formado por franceses, españoles y piamonteses), a las órdenes del mariscal Catinat, se reunía lentamente entre los ríos Adigio y Chiese. Pero los problemas de suministros atenazaron a Eugenio, y los franceses fueron capaces de ocupar fuertes posiciones en el desfiladero de Rivoli sobre Verona. Allí Catinat se sintió seguro, ya que el país al este era Venecia, y era neutral.
Pero mientras Eugenio hacía preparativos disimulados para entrar en Italia, bien por el Adigio, bien por el lago de Garda o por la carretera de Brescia, exploró secretamente pasajes a lo largo de las montañas entre Roveredo y el distrito de Vicenza. El 27 de mayo, tomando muchas precauciones, y pidiendo a las autoridades venecianas permiso para atravesar su territorio sin perjuicio para los habitantes, Eugenio inició su marcha por caminos que no se usaban desde tiempos del emperador Carlos V, y el 28 su ejército alcanzó las llanuras.
Su primer objetivo fue cruzar el río Adigio sin combatir, y también asolar los territorios del duque de Mantua Carlos III de Gonzaga-Nevers, para inducirle a cambiar de bando. Catinat estaba sorprendido, ya que contaba con la neutralidad veneciana, y cuando el ejército de Eugenio se desplegó más allá de Legnano en busca de un lugar para cruzar el Adigio, Catinat cometió el error de pensar que los austriacos pretendían invadir las posesiones españolas al sur del Po. Por supuesto, su primera disposición había sido la defensa de los accesos de Rivoli, pero ahora debilitó su línea hasta que alcanzó el Po.

## La batalla
Después de cinco semanas de maniobras precavidas entre ambos bandos, Eugenio encontró un punto desguarnecido. Con toda precaución atravesó el bajo Adigio entre el 8 y el 9 de julio, y reforzó el pequeño cuerpo de caballería que permaneció allí en Carpi (9 de julio).
Catinat concentró a su dividido ejército detrás del río Mincio, mientras Eugenio giraba al norte y lograba tomar contacto con su línea de suministros Roveredo-Rivoli. Por algún tiempo Eugenio tuvo problemas de abastecimiento, ya que los venecianos impedían el cruce de los carros por el Adigio. Sin embargo, hizo finalmente los preparativos para cruzar el Mincio cerca de Peschiera del Garda, y más allá del flanco izquierdo de Catinat, con la intención de encontrar una nueva área de suministros cerca de Brescia. La acción se ejecutó el 28 de julio.
La caballería de Catinat, aun teniendo a la vista los puentes de Eugenio, no ofreció resistencia. Parece que el Mariscal Catinat se contentó con saber que su rival no tenía intención de invadir las posesiones hispanas de la península italiana, de modo que retrocedió hacia el Oglio. Pero su ejército estaba defraudado por la retirada ante el enemigo, y a principios de agosto, el rival de Catinat, Tessé, informó a París de lo ocurrido, lo que causó que el mariscal Villeroy, favorito de Luis XIV, lo sustituyera.
- Datos: Q552296
- Multimedia: Battle of Carpi / Q552296